# Cornella emmantellada
La cornella emmantellada (Corvus cornix) és una au de la família dels Corvidae, poc corrent al nostre país. Té el cap ample i aplanat, el ventre pàl·lid, i el carpó grisenc.
Si bé poden hibridar amb Corvus corone produint descendència fèrtil, últims estudis (de 2003) han portat a considerar-les espècies diferents, a causa de la notable diferència de color en el plomatge, així com a l'escassa viabilitat genètica dels híbrids.
La seva veu és forta, aspra, amb fons metàl·lic.
El seu niu està compost de branques, més lleuger que el de la gralla, en arbres o arbusts. Pon de quatre a sis ous en una niuada, de març a juliol.

## Taxonomia
Sovint s'ha considerat que Corvus corone i Corvus cornix pertanyen en realitat a una única espècie:
- Corvus corone (sensu lato) – cornella eurasiàtica.[3]

A la classificació del Congrés Ornitològic Internacional versió 13.1 (2023) ambdues són considerades espècies diferents,